# Jane Morgan
Jane Morgan (* 3. Mai 1924 in Newton, Massachusetts; † 4. August 2025 in Naples, Florida; eigentlich Florence Catherine Currier, zuletzt Jane Weintraub) war eine US-amerikanische Popsängerin, die ihre größten Erfolge in der zweiten Hälfte der 1950er Jahre hatte. Ihr wohl bekanntester Song ist The Day the Rains Came, eine Coverversion des französischen Chansons Le jour où la pluie viendra in Englisch und ein Nummer-eins-Hit in Großbritannien.

## Leben

### Von Boston nach Paris
Florence Currier war die Tochter von Bertram Currier und dessen Frau Olga. Ihr Vater war damals erster Cellist des Boston Symphony Orchestra und leitete nebenbei auch ein eigenes Orchester und Streichquartett. Mit fünf Jahren begann sie unter Anleitung ihrer Mutter, Opernarien zu singen. Einige Zeit nach dem frühen Tod des Vaters zog sie mit ihrer Mutter nach Daytona Beach, Florida. Hier gewann sie mehrere Musikwettbewerbe. Nachdem sie die Highschool abgeschlossen hatte, ging sie auf die Juilliard School of Music in New York, wo sie Operngesang studierte. Abends trat sie in Nachtklubs und auf Partys auf. Bandleader Art Mooney hörte sie in einer ihrer Vorstellungen und lud sie ein, mit seiner Band zu singen. Mooney hielt den Namen Florence Currier für zu lang und gab ihr den Künstlernamen Janie Morgan, den Florence dann noch zu Jane Morgan verkürzte.
Zu dieser Zeit wollte der französische Sänger, Violinist und Bandleader Bernard Hilda einen Nachtklub in Paris eröffnen. Er nahm Kontakt mit ihr auf, um sie als Sängerin für seinen Klub zu gewinnen. Jane Morgan brach ihr Studium ab und verbrachte die nächsten viereinhalb Jahre in Europa, vor allem in Hildas Club des Champs Elysées. In Frankreich machte sie auch ihre ersten Schallplattenaufnahmen, mit Hildas Orchester, und wurde so in Frankreich bekannt. Durch ihre regelmäßigen Auftritte auch in anderen Ländern lernte sie schnell Französisch, Spanisch und Italienisch.

### Erfolge in New York
Sie erhielt ein Angebot für ein Engagement im St. Regis Hotel in New York und verließ Europa Richtung Heimat. 1951 erhielt sie bei NBC ihre eigene sonntägliche Musikshow The Girl from Paris mit einem 14-köpfigen NBC Orchestra unter der Leitung von Andrew Ackers. 1954 gründete David Kapp seine Plattenfirma Kapp Records. Die ersten beiden Künstler, die er unter Vertrag nahm, waren Pianist Roger Williams und Jane Morgan. Williams hatte wenig später (mit Autumn Leaves) seinen ersten Hit; bei Jane dauerte es etwas länger. 1956 konnte sie erstmals ihren Namen in den Charts lesen; gemeinsam mit Williams hatte sie Two Different Worlds aufgenommen, das auf Platz 41 der Billboard-Hitparade kam.
Im Sommer 1957 kam Billy Wilders Film Ariane – Liebe am Nachmittag in die Kinos. In der Filmmusik wurde das aus dem Jahr 1932 stammende französische Lied Fascination verwendet, das wiederum auf einem Valse tzigane („Zigeunerwalzer“) aus dem Jahre 1904 basierte. Kapp wollte eine Instrumentalversion mit der Band The Troubadours aufnehmen. Jane war bei den Aufnahmen dabei und hörte das Lied, das sie aus ihrer Zeit in Frankreich kannte. Kapp wusste, dass es inzwischen einen englischen Text zur Melodie gab, und er schlug vor, dass sie zur Aufnahme der Troubadours diesen Text singen solle. Die Single wurde mit Janes Gesang auf einer und der Instrumentalversion auf der anderen Seite veröffentlicht. Auch andere Plattenfirmen brachten eigene Versionen heraus (unter anderem von Dinah Shore, Dick Jacobs und David Carroll). Alle Singles der genannten Künstler kamen in die Charts – doch Jane Morgans Version gewann den Kampf um die höchste Platzierung und erhielt eine Goldene Schallplatte für eine Million verkaufte Exemplare.

### Nummer eins in Großbritannien
Mit dem Hit kamen bessere Engagements und Auftritte in Fernsehshows. Jane Morgan wurde als „the American girl from France“ („das amerikanische Mädchen aus Frankreich“) bekannt. 1958 nahm sie ein weiteres französisches Lied auf, Gilbert Bécauds Le jour où la pluie viendra, aus dem in Englisch The Day the Rains Came wurde (den Text schrieb Carl Sigman). Jane sang die englische Version auf der A- und die französische auf der B-Seite der Single. Sie verfehlte damit nur knapp die US-Top-Twenty. In Großbritannien kam der Song Anfang Dezember in die Charts, stieg innerhalb von sechs Wochen ganz nach oben und bescherte Jane Morgan so im Januar 1959 ihren einzigen Nummer-eins-Hit. In Deutschland hatte Dalida mit ihrer deutsch gesungenen Version Am Tag, als der Regen kam später im selben Jahr ebenfalls einen Nummer-eins-Hit.

### Nach der Karriere
Die Erfolge von Fascination und The Day the Rains Came konnte Jane Morgan nie wiederholen, auch wenn sie in den 1960ern noch einige Male in den unteren Regionen verschiedener Hitlisten auftauchte. Sie heiratete ihren Manager Jerry Weintraub, der auch lange Jahre für die Karrieren von Künstlern wie Frank Sinatra, Elvis Presley, John Denver oder Carpenters mitverantwortlich war und später Filmproduzent wurde. Seither trug sie im Privatleben den Namen Jane Weintraub. 
Unter der Präsidentschaft von George Bush, einem alten Freund ihres Mannes, war sie im President’s Committee for the Arts and Humanities. Gemeinsam förderten Jane und Jerry Weintraub verschiedene wohltätige Projekte. Sie zogen vier Kinder groß (eines aus Jerry Weintraubs erster Ehe sowie drei adoptierte) und lebten im Wechsel in Malibu, Beverly Hills, Palm Desert (alle in Kalifornien) oder Kennebunkport, Maine.
Im Mai 2011 wurde Morgan auf dem Hollywood Walk of Fame mit einem Stern in der Hollywood Walk of Fame/Kategorie Musik (6914 Hollywood Boulevard) geehrt.
Am 4. August 2025 verstarb Morgan friedlich im Alter von 101 Jahren in Naples, Florida.

## Trivia
Unter dem Namen Jane Weintraub taucht sie im Abspann von Ocean’s 12 als Assistentin ihres Mannes auf, der den Film produzierte.

## Diskografie (Auswahl)
Alben
Es wurden diverse Alben mit Morgan veröffentlicht.
Singles
Auswahl von Singles, die nicht in die Popcharts kamen, aber in den US-amerikanischen Adult-Contemporary-Listen notiert wurden:
- 1965: Side by Side (AC #25)
- 1966: Elusive Butterfly (AC #9)
- 1967: Somebody Someplace (AC #24)
- 1967: I Promise You (AC #27)
- 1968: A Child (AC #39)